# Rue Louis-Courtois-de-Viçose
La rue Louis-Courtois-de-Viçose est une voie de Toulouse, chef-lieu de la région Occitanie, dans le Midi de la France.

## Situation et accès

### Description
La rue Louis-Courtois-de-Viçose est une voie publique. Elle se trouve dans le quartier de Bordelongue, dans le secteur 2 - Rive gauche.

### Voies rencontrées
La rue Louis-Courtois-de-Viçose rencontre les voies suivantes, dans l'ordre des numéros croissants (« g » indique que la rue se situe à gauche, « d » à droite) :
1. Route d'Espagne
2. Rond-point Robert-Baden-Powell
3. Chemin des Martyrs-de-Bordelongue (g)
4. Place John-Mundy (g)
5. Route de Seysses

### Transports
La rue Louis-Courtois-de-Viçose est parcourue et desservie par la ligne de bus 13. Elle aboutit de plus, à l'est, à la route d'Espagne, également desservie par les lignes de Linéo L5 et de bus 152. À l'ouest, elle débouche sur la route de Seysses où se trouvent les arrêts de la ligne de Linéo L4, ainsi que la gare de Gallieni-Cancéropôle, sur la ligne de chemin de fer de Toulouse à Auch.
Les stations de vélos en libre-service VélôToulouse les plus proches sont les stations no 266 (38 rue de la Touraine) et no 274 (face 296 route de Seysses).

## Odonymie
La rue est nommée en hommage à Louis Courtois de Viçose (1879-1945). Il est le fils de Franck Courtois de Viçose (1840-1905), qui développe la banque Courtois dans la deuxième moitié du XIXe siècle. Pendant la Première Guerre mondiale, Louis Courtois de Viçose est blessé à Verdun. Durant l'entre-deux-guerres, il se passionne pour le sport, particulièrement le rugby – il dirige le Stade toulousain entre 1910 et 1930 – et le tennis. Pendant la Seconde Guerre mondiale, Louis Courtois de Viçose abrite des avoirs juifs au sein de la banque Courtois. En 1944, il est arrêté et déporté au camp de concentration de Neuengamme. Il est tué le 17 janvier 1945, lors d'un bombardement aérien de Hambourg par les forces alliées.

## Histoire
En 2022, un projet immobilier porté par Toulouse Métropole Habitat doit occuper d'ici la parcelle restée non-bâtie à l'angle du chemin des Martyrs-de-Bordelongue. La nouvelle résidence devrait compter 80 logements (60 locatifs sociaux et 20 en accession sociale). C'est dans le cadre de ce projet qu'une micro-forêt selon la « méthode Miyawaki » est plantée avec l'aide de l'association Oui Forêts, le 10 mars 2023 : elle compte 429 arbres et 321 arbustes – chênes, érables, frênes, tilleuls, arbres fruitiers, aulnes, sureaux, prunus et charmes.